# Acronicta betulae
Acronicta betulae är en fjärilsart som beskrevs av Riley 1884. Acronicta betulae ingår i släktet Acronicta och familjen nattflyn. Inga underarter finns listade i Catalogue of Life.